# Stella Bresciani
Maria Stella Martins Bresciani é uma historiadora e professora brasileira.

## Biografia
Graduou-se em História pela Universidade de São Paulo (1970), vindo a doutorar-se em História Social pela mesma instituição em 1976. Obteve pós-doutoramentos pelo Centre National de la Recherche Scientifique (1995, 2003) e pela École des Hautes Etudes en Sciences Sociales (2003). Professora fundadora dos cursos de graduação e pós-graduação de História da UNICAMP integrou um importante grupo de discussão da historiografia brasileira tendo, sido precursora da história do movimento social, das mulheres e da cidade no Brasil.
Participou no júri que avaliou as propostas de projetos para construção do Museu Exploratório de Ciências na UNICAMP, foi representante de área entre os consultores responsáveis pela avaliação dos cursos de pós-graduação e pela análise dos pedidos de concessão de bolsas de estudo (com mandato de três anos) do CAPES/MEC (História), e integrou a comissão que avaliou o funcionamento do curso de pós-graduação em História na Universidade de São Paulo.
Atualmente é professora emérita da Universidade Estadual de Campinas, onde lecionava História Moderna e História Contemporânea e presidente do Centro Interdisciplinar de Estudos da Cidade CIEC.

## Obras
- Les Mots de la Ville.
- Assédio Moral: Desafios Políticos, Considerações Sociais, Incertezas Jurídicas. EDUFU.
- O Charme Da Ciência E a Sedução Da Objetividade: Oliveira Vianna Entre Intérpretes Do Brasil. UNESP.
- Memória e (Res)sentimento: indagações sobre uma questão sensível. Campinas: Editora Unicamp, 2004.
- Razão e Paixão na Política.
- Literatura e Cultura no Brasil: Identidades e Fronteiras.
- Palavras Da Cidade. Ed UFRGS.
- Imagens da Cidade, ANPUH-Marco Zero.
- Londres e Paris no século XIX: o espetáculo da pobreza. Brasiliense, 1982.
- texto introdutório do livro de MICHELLE PERROT, Os excluídos da história. Operários, mulheres, prisioneiros. Paz e Terra.